# Otting (Waging am See)

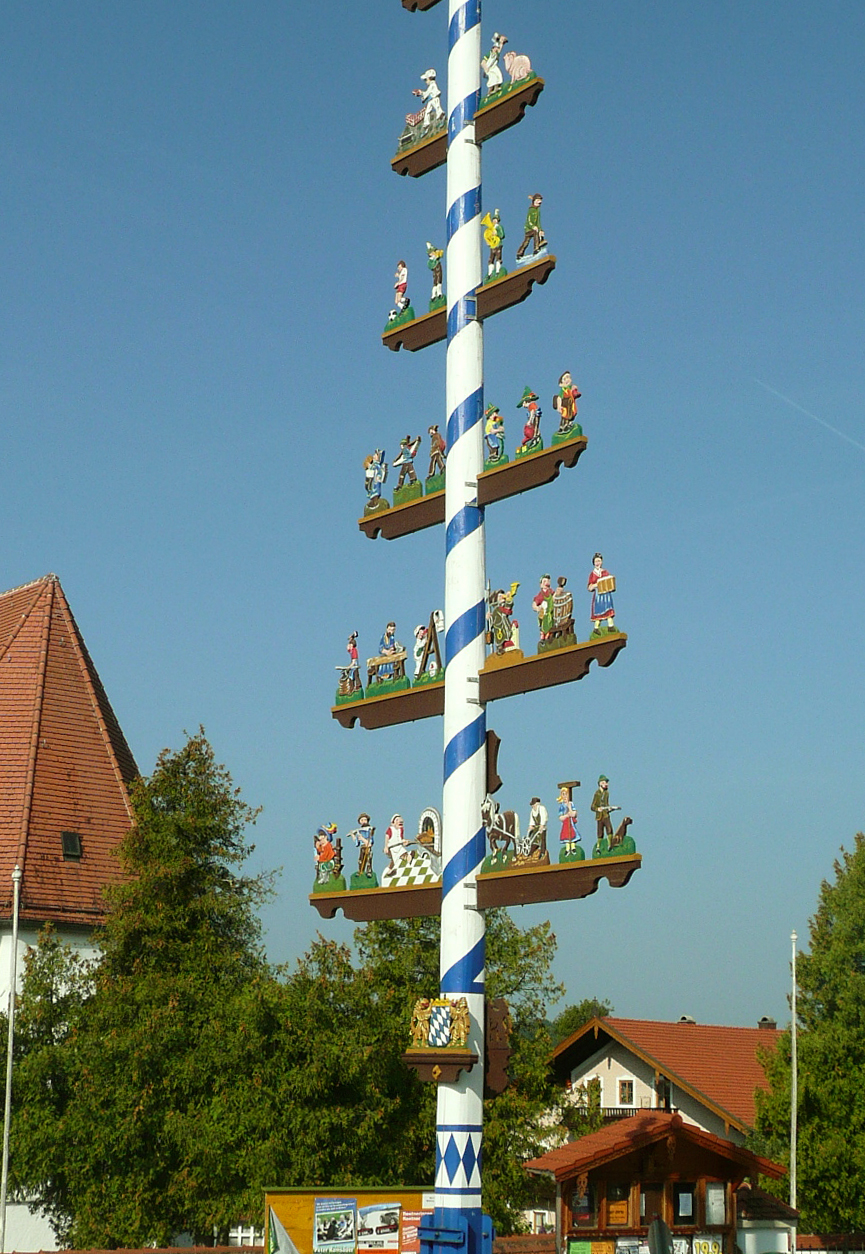
Maibaum in Otting, 2009

Otting ist ein Gemeindeteil des Marktes Waging am See im Landkreis Traunstein in Oberbayern. Er liegt zwischen Waging, Traunwalchen und Kammer.

## Geschichte
Bischof Virgilius von Salzburg weihte im Jahre 749 die vom Chiemgaugrafen Gunther erbaute Ottinger Kirche und das ebenfalls neu gegründete Kloster, das aber schon hundert Jahre später nicht mehr erwähnt wird.
Die Ottinger Kirche ist jedenfalls eine der Urkirchen des Gebietes. Otting gehörte bis 1803 zum Fürstbistum Salzburg und dessen Gericht Tetelheim (Tettelham). Die Pfarrei Otting umfasste aber auch Teile des angrenzenden kurfürstlichen Bayern. Mit dem Rupertiwinkel kam Otting 1805/1816 zu Bayern. Mit dem Gemeindeedikt von 1818 wurde die Landgemeinde Otting gegründet, die die Orte Aich (Eich), Biburg, Dankerting, Dieperting, Eibl, Garscham, Großreut, Großscherzhausen, Hausstätt, Höhenberg, Holzhausen, Kleinscherzhausen, Kohlbrenner, Mooshäuser, Oberleiten, Oberstefling, Pasee, Plosau, Sprinzenberg, Tettelham, Tettenberg, Unterstefling und Wintermoning umfasste. Die politische Gemeinde Otting wurde am 1. Januar 1972 nach Waging am See eingemeindet.
In der Nähe von Otting liegt der Schlossberg von Tettelham.

## Baudenkmäler und Bodendenkmäler
Kirche und Pfarrhof in Otting sind als Baudenkmal eingestuft.
Siehe auch:
- Liste der Baudenkmäler in Otting
- Liste der Bodendenkmäler in Waging am See

## Persönlichkeiten
- Balthasar Permoser, 1651 in Kammer getauft, das kirchlich bis 1923 zur Pfarrei Otting gehörte.
- Lothar Zagrosek (* 1942), Generalmusikdirektor
- Johann Jäger (1907–1991), seine Priesterweihe fand 1933 statt und er war schon früh ein entschiedener Gegner des Nationalsozialismus. Er war 1969 bis 1991 Pfarrer in Otting und starb wenige Monate nach der Entbindung der Amtspflichten am 9. November 1991. Nach dem Abschiedsgottesdienst in der Ottinger Pfarrkirche wurden die sterblichen Überreste zu seinem Geburtsort Palling überführt und dort begraben.
- Franz Xaver Zahnbrecher (* 23. November 1882 in Aich; † 25. September 1935 in München-Johanneskirchen)

## Verkehr
Der Haltepunkt Otting liegt an der Bahnstrecke Hufschlag Abzweig–Waging.